# Niko Pirosmani
 Niko Pirosmani  (georgiană, ნიკო ფიროსმანი), născut ca Nikoloz Aslanis Dze Pirosmanashvili  - stilizat Nikolos Pirosmanachvili - (ნიკოლოკოლოირისშმნრმ ლი) la 5 mai 1862, la Mirzaani (provincia Kakheti, Georgia) – d. 9 aprilie 1918 la Tbilisi, Georgia, a fost un pictor autodidact naiv și primitiv georgian.
Numit, în cercurile celor apropiați, pur și simplu Nikala (ნიკალა Nik’ala), Niko Pirosmani a fost un artist vizual georgian avangardist, care a devenit larg cunoscut și apreciat doar postum. Relativ sărac pentru cea mai mare parte a vieții sale, a lucrat la o varietate de locuri de muncă obișnuite.
Scenele sale rustice, de zi cu zi, sunt celebrate astăzi pentru reprezentarea Georgiei din timpul vieții lui Pirosmani, iar artistul - mult timp total subapreciat - a devenit una dintre cele mai îndrăgite figuri artistice ale țării. Se presupune că Niko Pirosmani ar fi fost inspirația pentru „creionarea” protagonistul masculin portretizat în celebra melodie rusă Un milion de trandafiri.,

## Biografie

### Viață timpurie
Pirosmani s-a născut în Georgia, la Mirzaani, într-o familie de țărani din provincia Kakheti. Părinții săi, Aslan Pirosmanachvili și Tekle Toklikichvili, erau fermieri, proprietari ai unei mici podgorii și a câtorva animale, printre care aveau vaci. Devenit orfan la o vârstă fragedă, a crescut sub îngrijirea surorilor lui mai mari, Mariam și Pepe.
S-a mutat cu ele, la Tbilisi în 1870. În perioada 1872 - 1875, în timp ce locuia într-un mic apartament lângă gara din Tbilisi, a lucrat ca servitor pentru familiile bogate din oraș și a învățat să citească și să scrie, atât în rusă, cât și în georgiană. În 1876, s-a întors la Mirzaani și a devenit cioban.

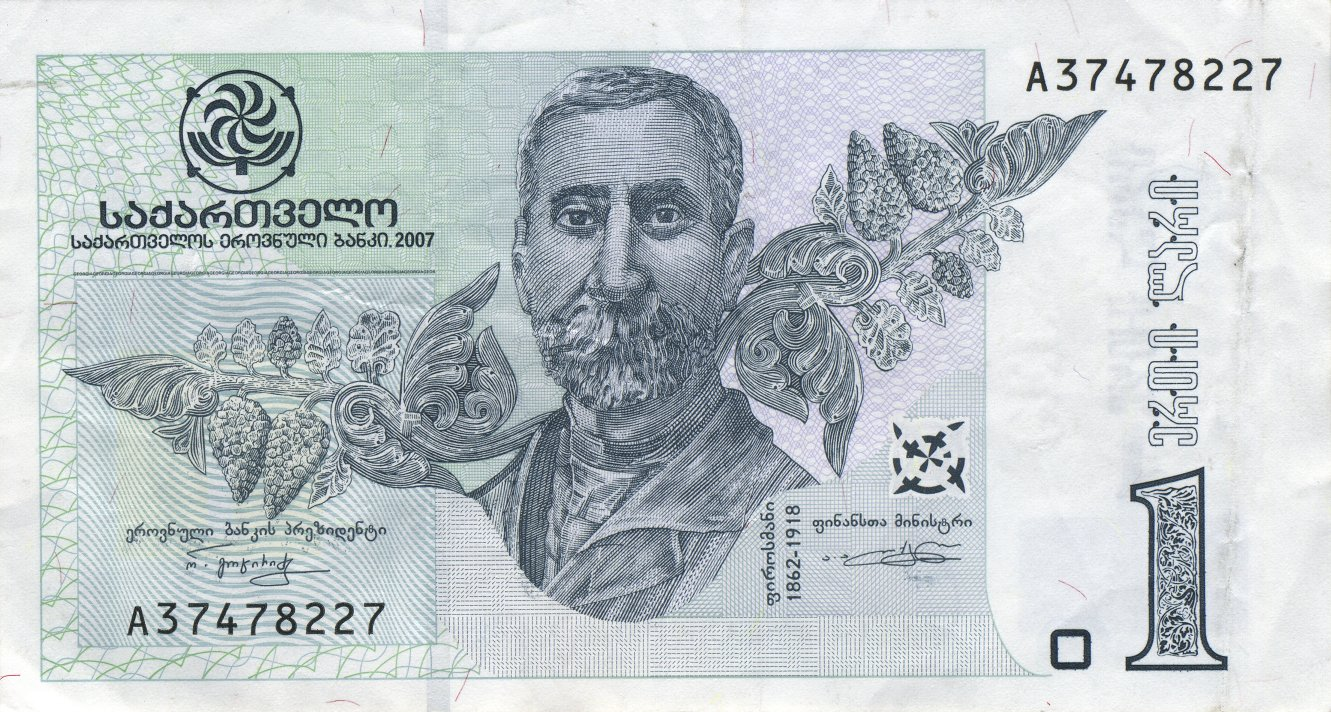
Portretul Lui Pirosmani pe bancnota de 1 lari, moneda națională a Georgiei, lari.

### O viață de sărăcie
Pirosmani a fost autodidact și a învățat singur să picteze treptat. Una dintre specificitățile tehnicii artei sale a fost pictura direct în pânză „de ulei” (îmbibată cu un anumit tip de ulei pentru a fi impermiabilă), de culoare neagră (în franceză toile cirée sau toile enduite). În 1882, împreună cu George Zaziashvili, un alt artist vizual autodidact, a deschis un atelier de pictură, unde au făcut panouri. În 1890, a lucrat în calitate de controlor de bilete de tren, pentru căile ferate.
În 1893, a co-fondat o fermă de lapte în Tbilisi, pe care a părăsit-o în 1901. De-a lungul vieții, Pirosmani, care era sărac, a fost dispus să accepte slujbe foarte obișnuite, inclusiv vopsitul și văruitul clădirilor. De asemenea, a lucrat pentru comercianții din Tbilisi, creând panouri, reclame, picturi și portrete, conform comenzilor acestora. Deși picturile sale au avut o oarecare popularitate locală (aproximativ 200 au supraviețuit), relația sa cu artiștii profesioniști a rămas dificilă. Pentru Pirosmani, a-și câștiga existența zilnică a fost întotdeauna mai importantă decât „abstracțiile estetice.”
În aprilie 1918, a murit în pandemia de gripă din 1918, ca urmare a malnutriției și insuficiență hepatică. A fost înmormântat la cimitirul Nino. Din păcate, locația exactă nu a fost înregistrată și este necunoscută.

### Recunoaștere limitată în timpul vieții sale
După moartea sa, Pirosmani și-a câștigat reputația internațională când a devenit admirat ca pictor „naiv” la Paris, dar și în alte părți. Picturile sale au fost reprezentate la prima mare expoziție a pictorilor georgieni din 1918. Din 1920 au fost publicate o serie de articole despre el. Prima monografie despre Pirosmani a fost publicată în 1926 în georgiană, rusă și franceză.
Interesul pentru Pirosmani a crescut în anii 1950.

## Stil

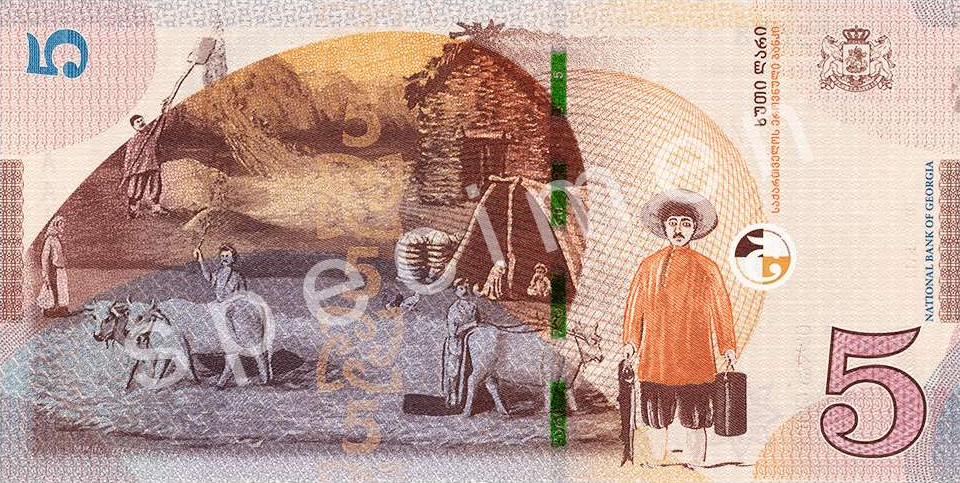
Detalii din picturile lui Pirosmani intitulate Treierat și Pescar în cămașă roșie pe bancnota de 5 lari din seria 2017.

De obicei, Pirosmani picta pe pânză de ulei. Spre deosebire de alți artiști vizuali, Niko nu a urmărit o imitație pură a naturii și nici nu a acordat vreo atenție detaliilor. Unele dintre picturile sale sunt monocrome. Lucrările sale sale demonstrează considerația compozițională ascuțită a autorului. Plasările figurilor sunt frontale, în timp ce fețele nu demonstrează o anumită dispoziție.

## Posteritate
După moartea sa, Pirosmani și-a câștigat reputația internațională când a devenit admirat ca pictor "naiv" la Paris și în alte părți. Picturile sale au fost reprezentate la prima mare expoziție a pictorilor georgieni din 1918. Din 1920 încoace, au fost publicate o serie de articole despre el.
Prima monografie despre Pirosmani a fost publicată în 1926 în georgiană, rusă și franceză. Interesul pentru Pirosmani a crescut după cel de-al Doilea Război Mondial, mai exact, în anii 1950.
În 1969, a fost realizat un film despre artistul vizual georgian, intitulat Pirosmani. Artistul însuși a inspirat o schiță de portret de Pablo Picasso (1972). Pirosmani este, de asemenea, reprezentat pe o bancnotă de 5 lari georgiană (deși această bancnotă este rar văzută în circulație astăzi, deoarece monedele de 1 lari sunt mult mai comune). Un ziar periodic intitulat Pirosmani este publicat în două limbi, în Istanbul. În 1983, Edward Kuznetsov a produs primul catalog rațional al operei lui Pirosmani, intitulat Niko Pirosmani, 1862 - 1918..

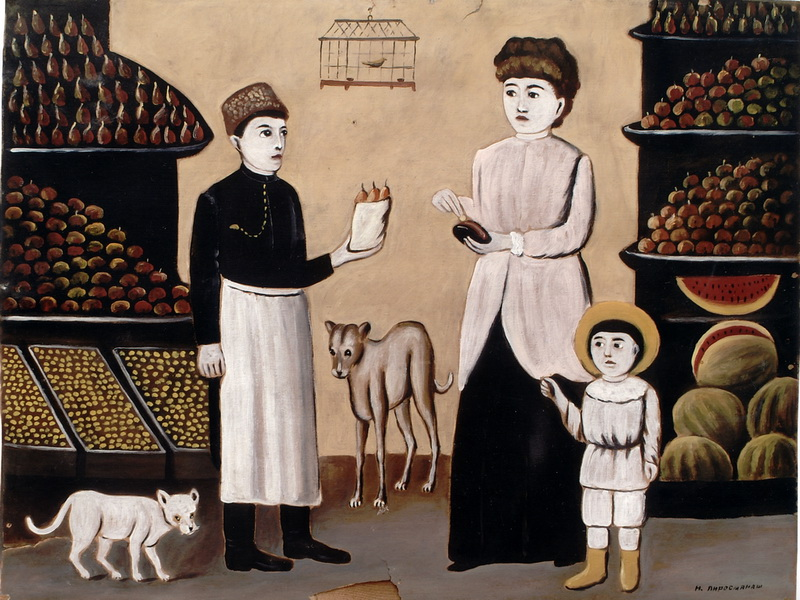
Magazinul de fructe al unui tătar, Tablou aflat Muzeul de arte frumoase al Georgiei, Tbilisi.

Expoziții ale operelor sale au avut loc la Kiev (1931), Varșovia (1968), Paris (Luvru) (1969), Viena (1969), Nisa și Marsilia (1983), Tokyo (1986), Zurich (1995), Nantes (1999), Torino (2002), Kiev, Istanbul (2008), Minsk, Vézelay și Vilnius (2008 – 2009), Viena din nou (2018 – 2019) și Basel (Fundația Beyeler) (2023 – 2024).
Astăzi, 146 dintre lucrările sale sunt expuse la Muzeul de Artă din Georgia și șaisprezece picturi sunt expuse la Muzeul Istorico-Etnografic din Sighnaghi. Un monument a fost instalat în Tbilisi. Există, de asemenea, Muzeul Niko Pirosmanashvili din Mirzaani, Georgia, într-una dintre locuințele sale.

## Descoperiri recente
În martie 2011, s-a descoperit că scrierea de pe ușa Cramei lui Qvrivishvilebi din Ozaani a fost făcută de Pirosmani. La 31 mai 2011, în timpul unei investigații, experții au descoperit un tablou, care s-a dovedit a fi tabloul „Soldat rănit,” de Pirosmani. Pictura a fost oferită Galeriei Naționale din Georgia.

## Evocări
Pirosmani este reprezentat pe o bancnotă georgiană în valoare de 1 lari. Cu toate acestea, este destul de rar ca să poată fi văzută în uz, deoarece monedele de aceeași valoare sunt mult mai răspândite. În 1969, Gueorgui Chenguelaia i-a dedicat un film, Pirosmani, evocând viața și destinul său3. În 1988, Serghei Paradjanov a prezentat un scurtmetraj la Festivalul de Film de la Rotterdam, Arabesques pe tema Pirosmani - Arabesques sur le thème de Pirosmani..

## Galerie de imagini

Lucrări de Niko Pirosmani.
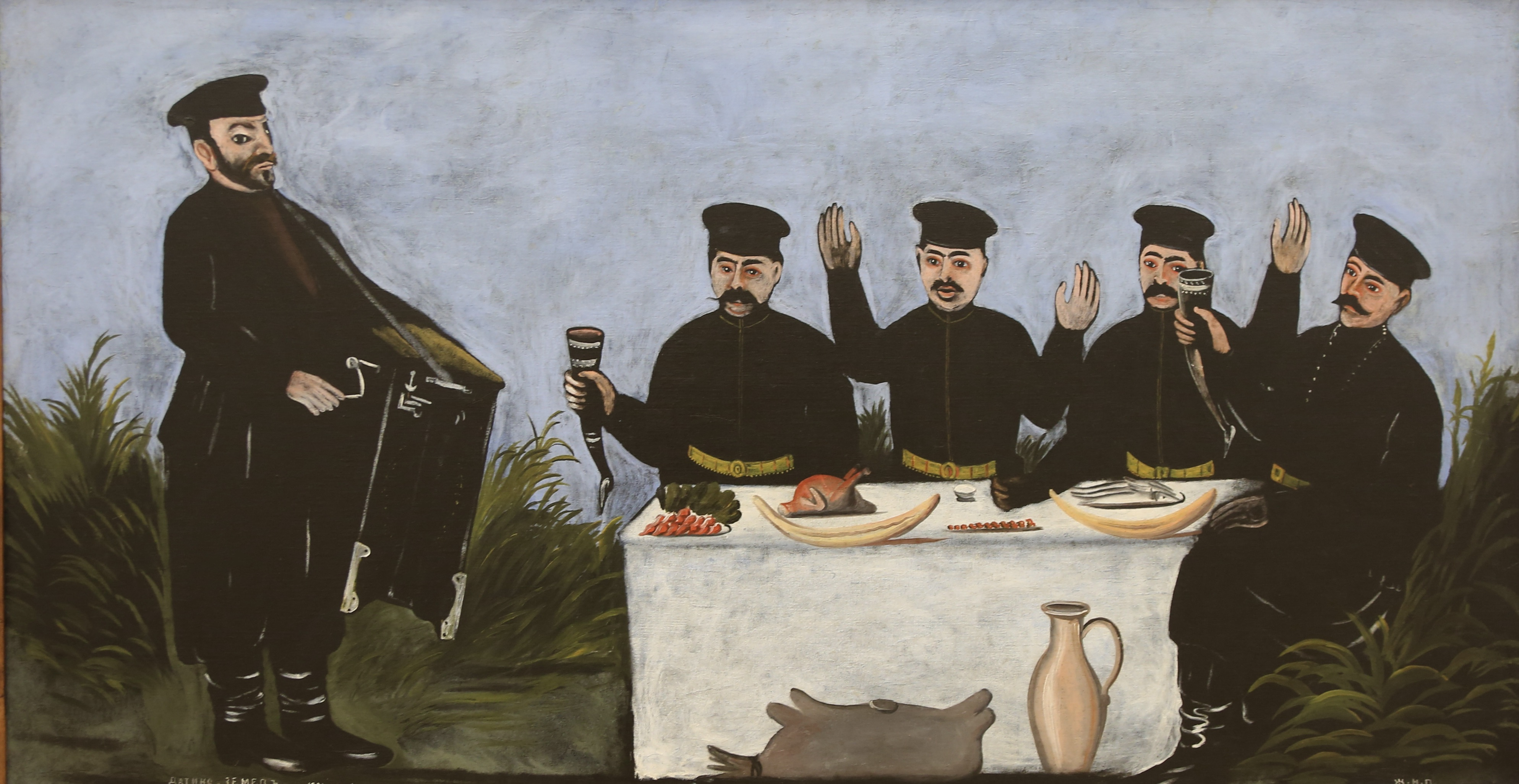
Petrecere cu organistul Datiko Semel (1906)
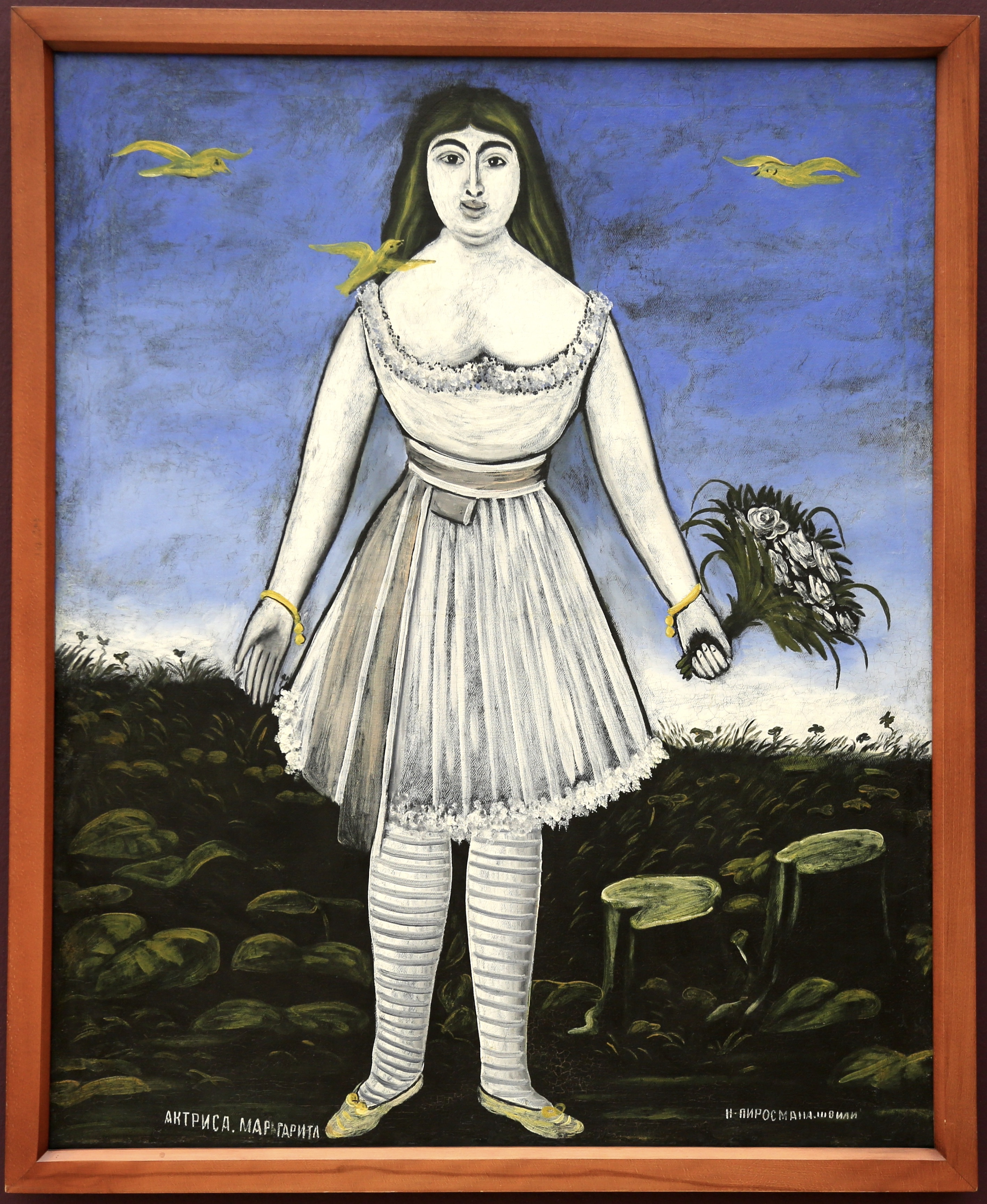
Actrița Margarita (1909)
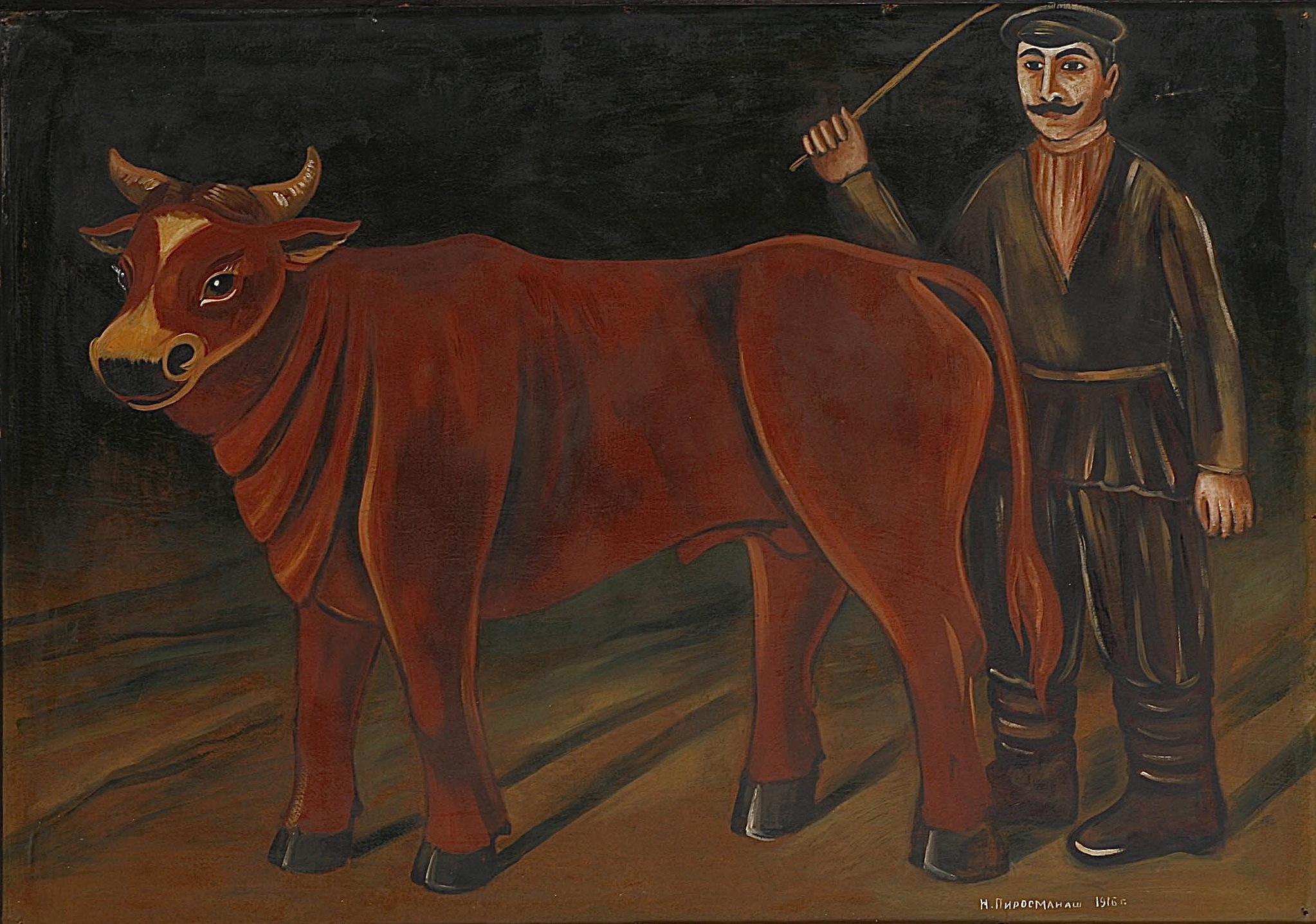
Fermier cu un bou, lucrarea se află la Centre M.T. Abraham (1916)
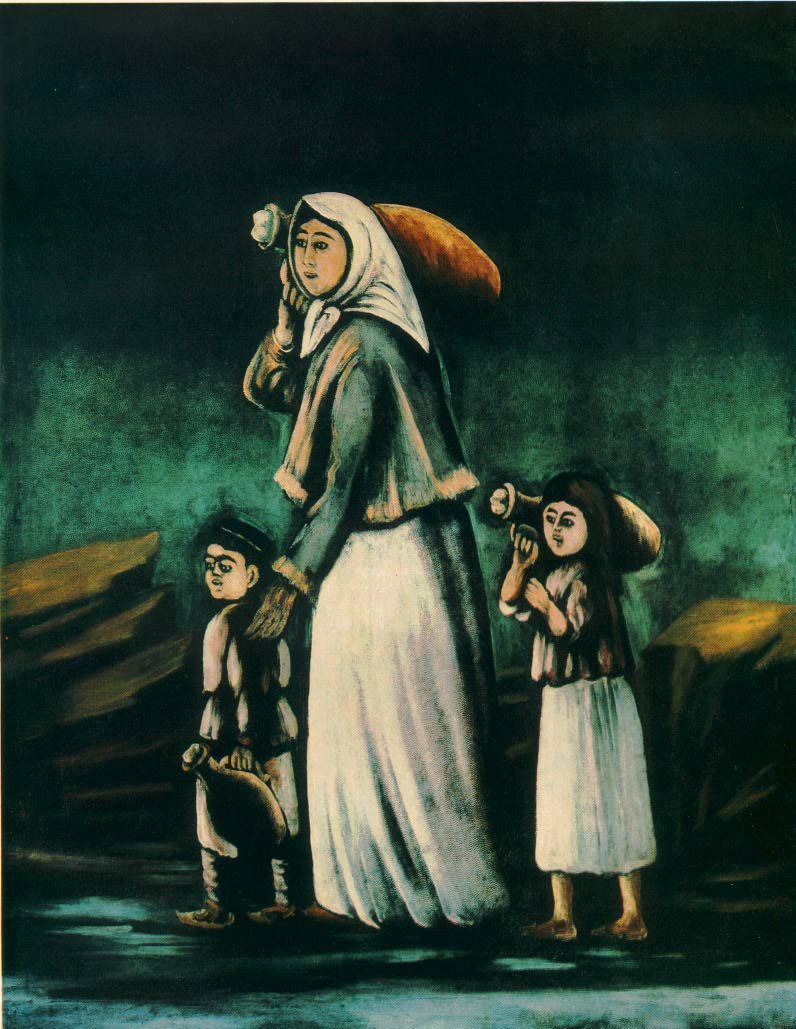
O femeie și copiii ei merg la izvor
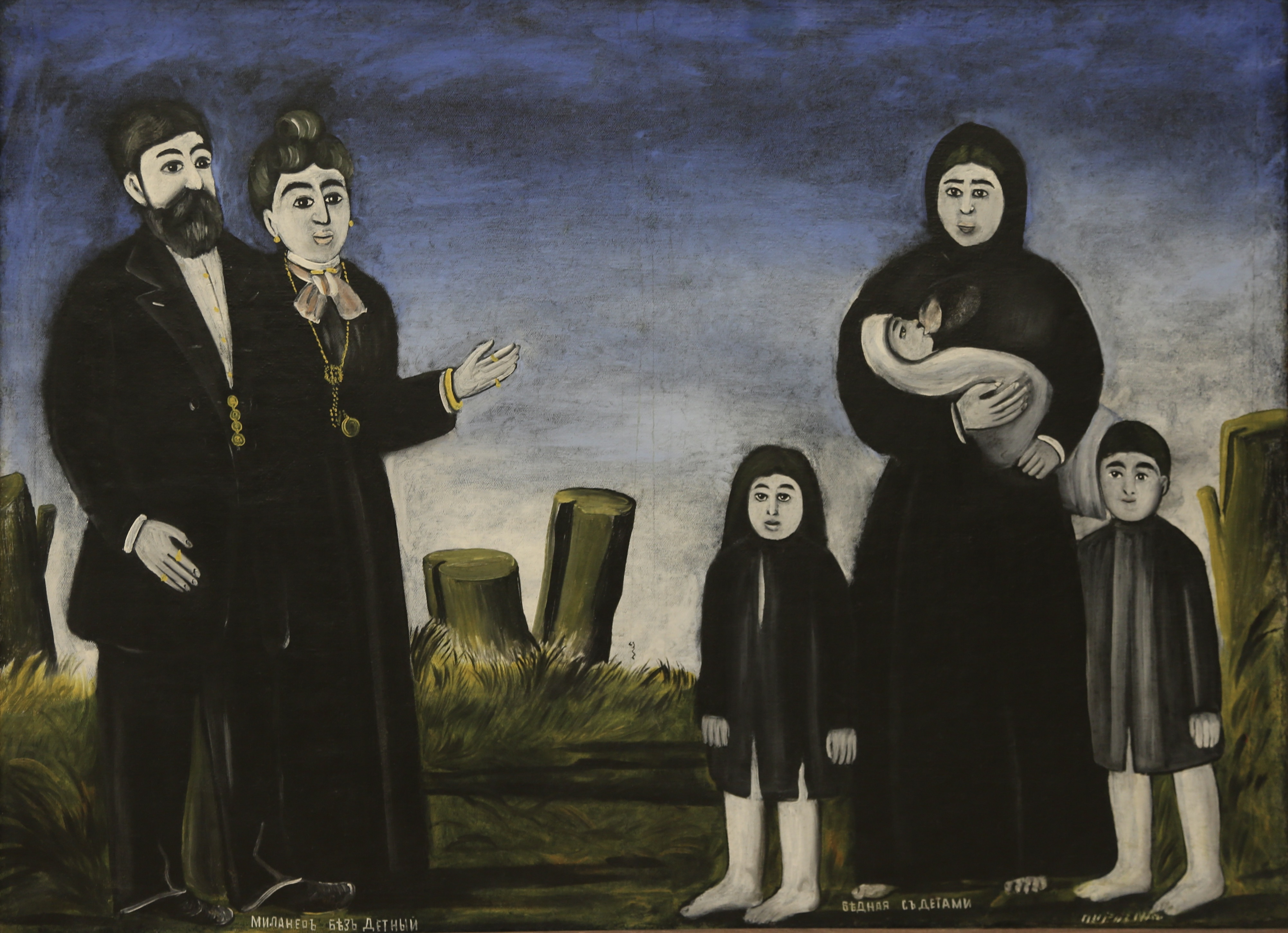
Milionar fără copii și o femeie săracă binecuvântată de copiii ei
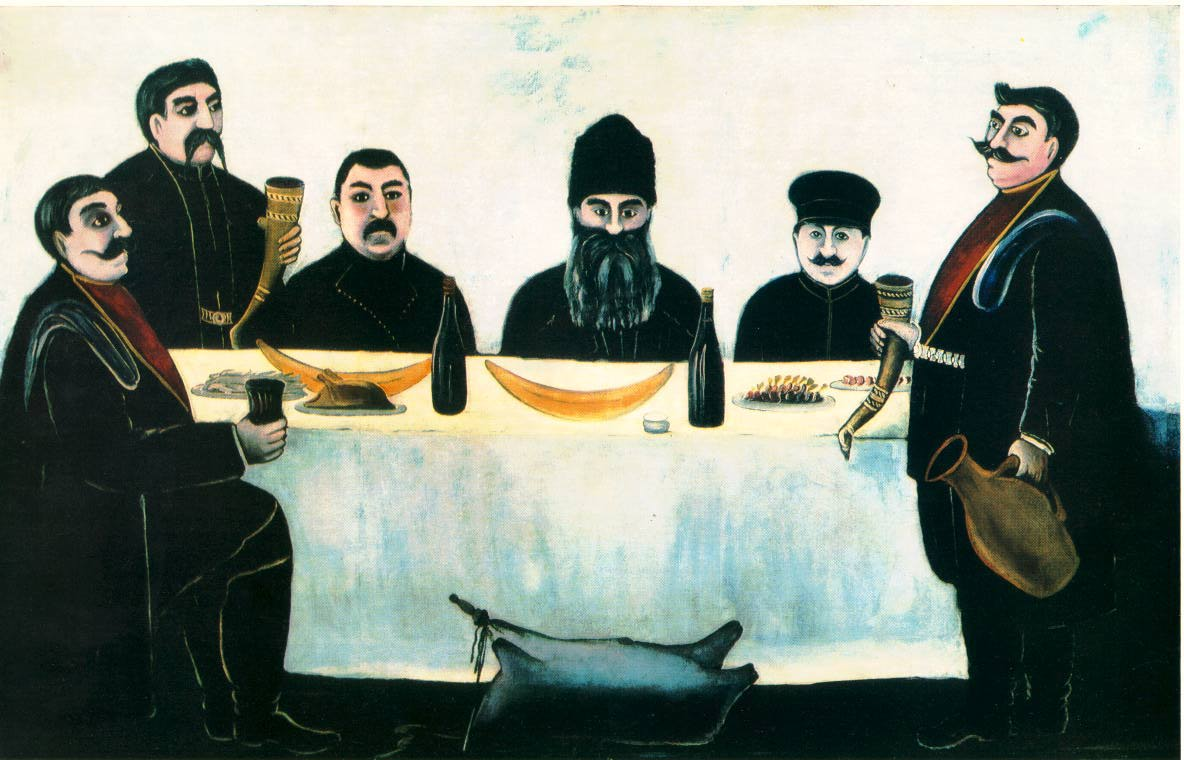
Sărbătoare Muzeeul de Stat de artă orientală, Moscova
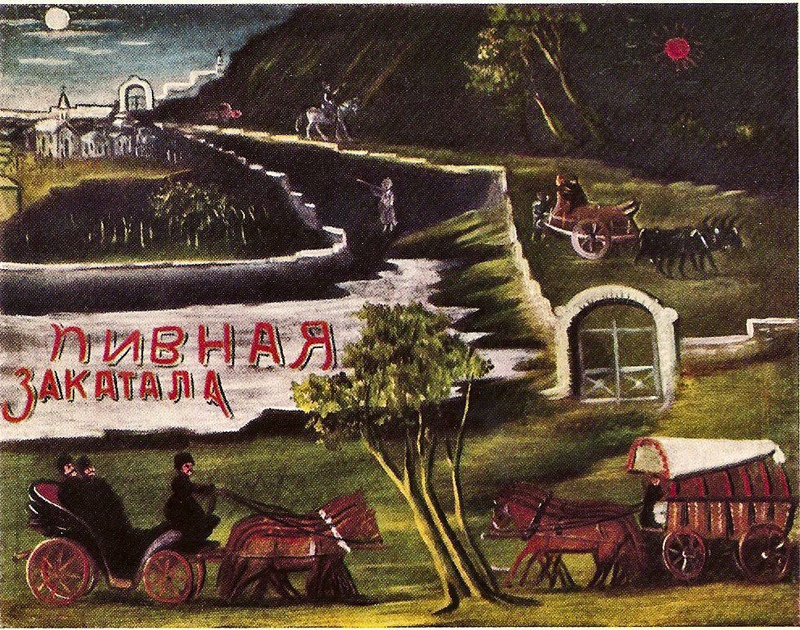
Muzeul de arte frumoase din Shalva Amiranashvili
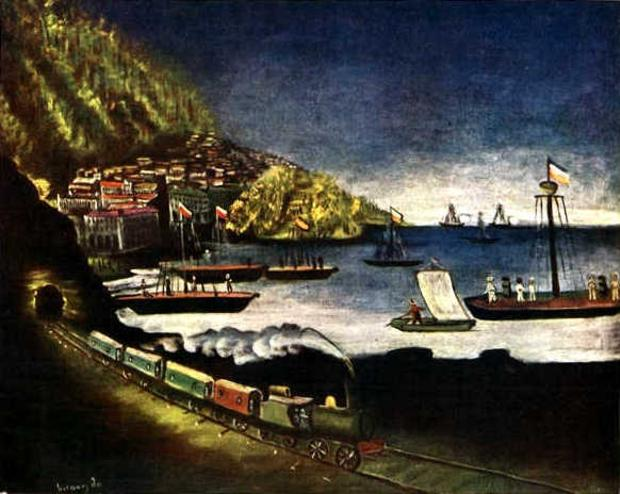
Portul Batoumi
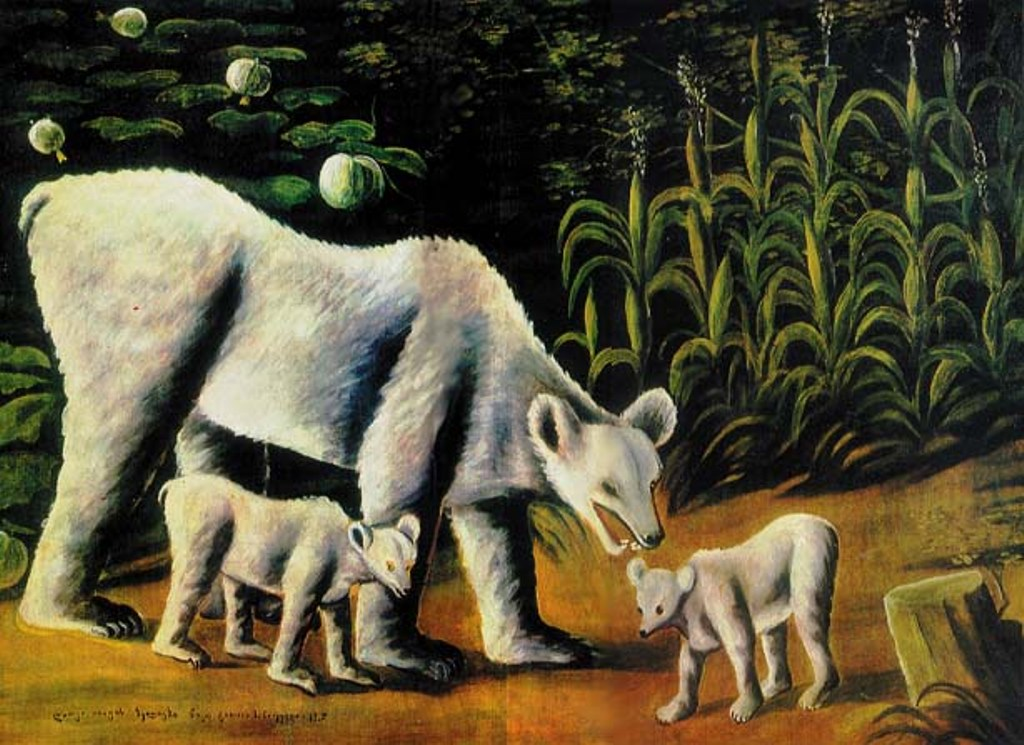
Familie de urși
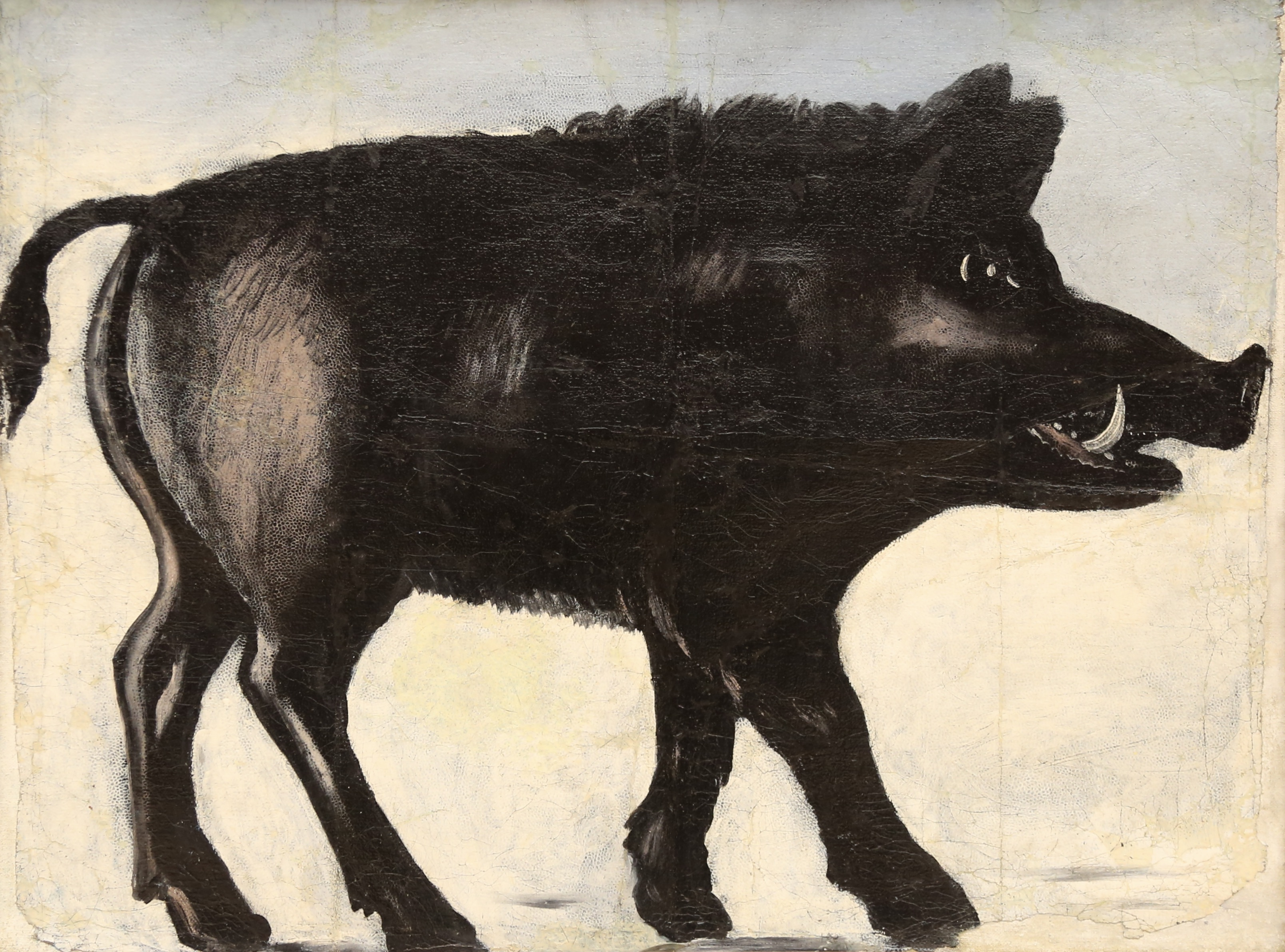
Mistreț
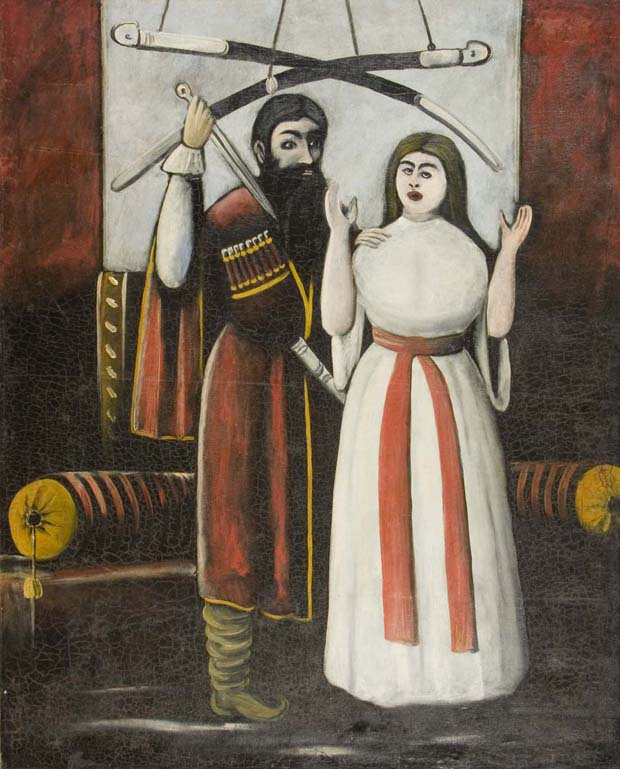
Scenă din piesa Frate și soră de Valerian Gunia
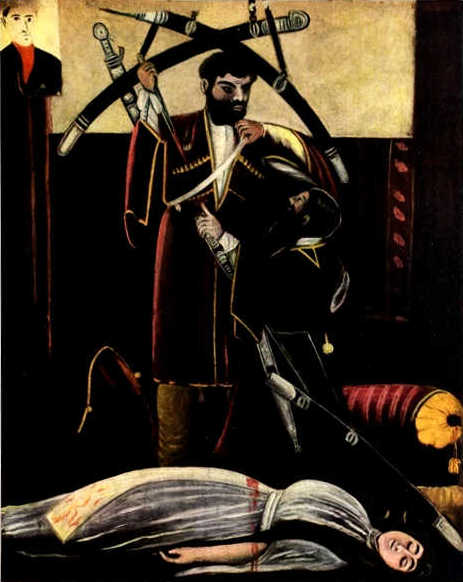
Scenă din piesa Frate și soră de Valerian Gunia